# Satz von Dold
In der Mathematik ist der Satz von Dold eine Verallgemeinerung des Satzes von Borsuk-Ulam, der zahlreiche Anwendungen in der topologischen Kombinatorik besitzt.

## Satz von Dold
Wenn eine stetige Abbildung
{\displaystyle f\colon S^{m}\to S^{n}}
äquivariant für freie Wirkungen einer nichttrivialen endlichen Gruppe auf den Sphären {\displaystyle S^{m}} und {\displaystyle S^{n}} ist, dann ist
{\displaystyle n\geq m}.
Wenn {\displaystyle n=m} ist, dann ist {\displaystyle f} nicht nullhomotop.

## Spezialfall: Satz von Borsuk-Ulam
Wenn man {\displaystyle G=\mathbb {Z} /2\mathbb {Z} } und ihre Wirkung per Antipodenabbildung
{\displaystyle x\to -x}
auf {\displaystyle S^{m}} und {\displaystyle S^{n}} betrachtet, dann erhält man aus dem Satz von Dold die folgende Variante des Satzes von Borsuk-Ulam.
Für {\displaystyle m>n} gibt es keine stetige Abbildung
{\displaystyle f\colon S^{m}\to S^{n}},
die
{\displaystyle f(-x)=-f(x)}
für alle {\displaystyle x\in S^{m}} erfüllt.

## Verallgemeinerung
Eine nichttriviale endliche Gruppe {\displaystyle G} wirke auf einem Raum {\displaystyle X} und frei auf einem Raum {\displaystyle Y}.
Für die Dimension {\displaystyle n:=\mathrm {dim} (Y)} gelte {\displaystyle \pi _{0}X=\pi _{1}X=\ldots =\pi _{n-1}X=\pi _{n}X=0}.
Dann gibt es keine stetige {\displaystyle G}-äquivariante Abbildung {\displaystyle f\colon X\to Y}.

## Geschichte
Der Satz wurde 1983 von Albrecht Dold veröffentlicht. Die Verallgemeinerung (unter der Annahme, dass auch die Wirkung auf {\displaystyle X} frei ist) wurde ebenfalls von Dold mit der Bemerkung "Essentially the same proof gives the following result." formuliert. Er bemerkte weiterhin, dass für {\displaystyle Y} parakompakt und {\displaystyle \mathrm {dim} (Y)=1+\mathrm {conn} (X)<\infty } eine äquivariante stetige Abbildung nicht nullhomotop sein kann.
Ein Beweis der Verallgemeinerung findet sich in .